# Kiala gård

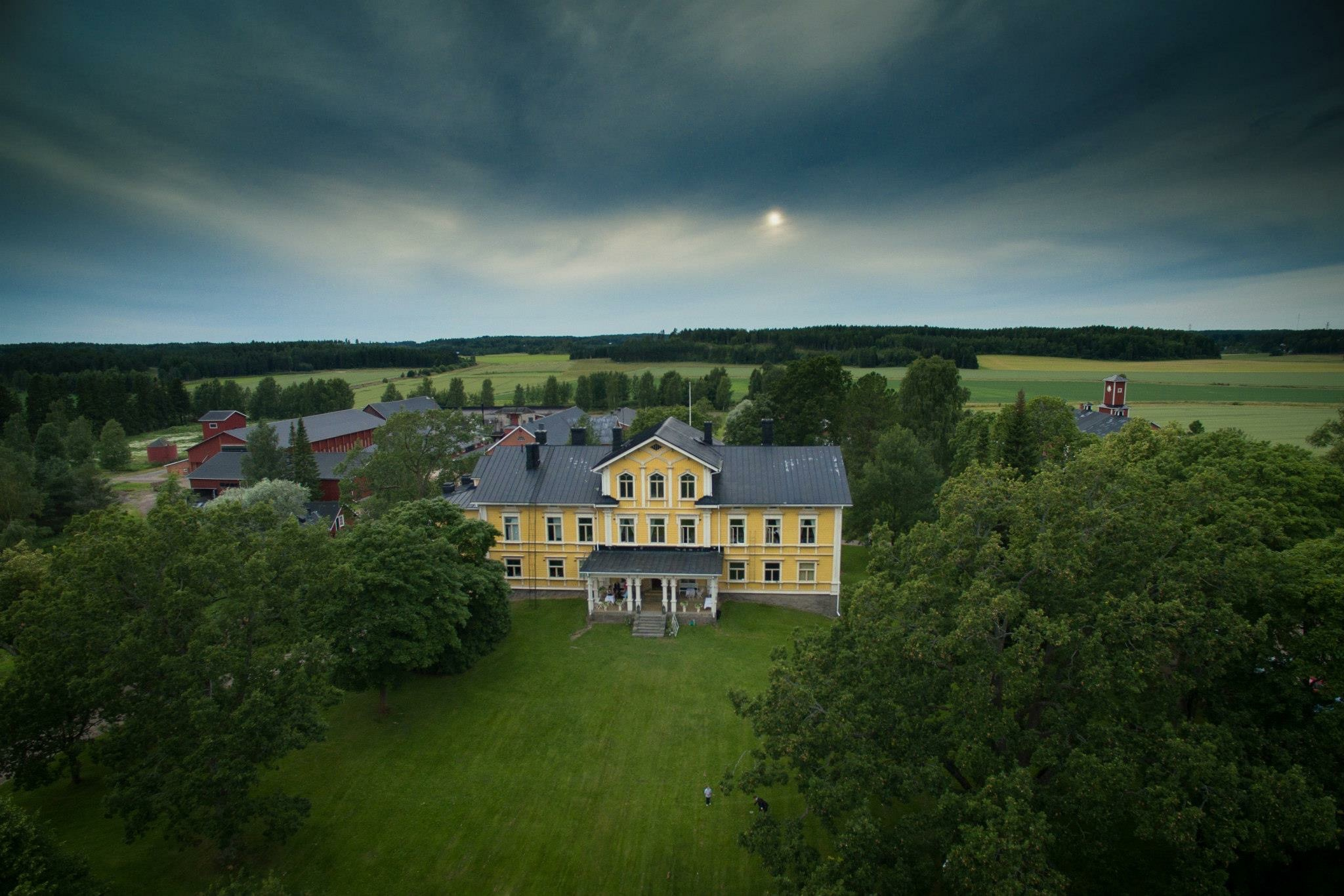
Kiala gård fotograferad 2015.

Kiala gård (finska: Kiiala kartano) är en finsk herrgård i Nyland belägen cirka 3 km norr om Borgå centrum. Till gården hör numera omkring 400 hektar odlad jord och den har sedan 1920-talet varit i bergsrådet Göran J. Ehrnrooths släkts ägo. På Kiala föddes generalen greve Carl Johan Adlercreutz och konstnären Albert Edelfelt. 
Kiala gårds historia sträcker sig bakåt till medeltiden och var sätesgård för släkten Stålarm från 1300-talet till 1600-talet. Gårdens huvudbyggnad stammar från 1796 och är i sin nuvarande form en tvåvånings träbyggnad rest av generalen Carl Johan Adlercreutz. Den ursprungliga rokokobyggnaden omvandlades på 1830-talet i tidens empirestil, medan dess nuvarande fasad väsentligen är resultatet av en ombyggnad på 1880-talet. Carl Axel Lewin grundade på 1880-talet en spritfabrik på gården, vars byggnader numera fungerar som samlings- och festlokaler. Till gården leder en lång trädplanterad allé. 
Kiala gård var på 2000-talet Finlands största producent av sockerbetor.